# Jan Koutný (fotbalista)
Jan Koutný (* 14. října 2004) je český profesionální fotbalista, který hraje na pozici brankáře za český klub SK Sigma Olomouc

## Klubová kariéra
- TJ Sokol Velký Týnec 2011-2013
- 1. HFK Olomouc 2013-2015
- SK Sigma Olomouc 2015-2019
- FK Šumperk 2019-2021
- SK Sigma Olomouc 2021-

## Reprezentační kariéra
Dne 10. září 2024 si Jan Koutný odehrál svůj první zápas za český národní tým na přípravné utkání proti Turecku. O měsíc později si odchytal svůj druhý zápas proti Anglii, který prohráli 3:0. V listopadu se zúčastnil přípravného utkaní v Švýcarsku kde vyhráli 1:0 pro Jena Koutného to znamenalo čisté konto.

### Reprezentační zápasy
| Datum          | Místo                            | Soupeř  | Výsledek | Soutěž           | Odehrané minuty |
| -------------- | -------------------------------- | ------- | -------- | ---------------- | --------------- |
| 10. září 2024  | Stadion Jožky Silného (Kroměříž) | Turecko | 0:0      | Přátelské utkání | 90 minut        |
| 14. října 2024 | Eco-Power Stadium (Doncaster)    | Anglie  | 0:3      | Přátelské utkání | 90 minut        |